# Порт Џеферсон (Њујорк)
Порт Џеферсон (енгл. Port Jefferson) град је у америчкој савезној држави Њујорк.

## Демографија
По попису из 2010. године број становника је 7.750, што је 87 (-1,1%) становника мање него 2000. године.
| Група             | 2000.         | 2010.         |
| Белци             | 6.950 (88,7%) | 6.556 (84,6%) |
| Афроамериканци    | 131 (1,7%)    | 124 (1,6%)    |
| Азијати           | 261 (3,3%)    | 472 (6,1%)    |
| Хиспаноамериканци | 408 (5,2%)    | 500 (6,5%)    |
| Укупно            | 7.837         | 7.750         |